# Neil Castles
Neil Castles (* 1. Oktober 1934 in Charlotte, North Carolina; † 4. August 2022) war ein US-amerikanischer Automobilrennfahrer. Noch während seiner Karriere als Rennfahrer war er im Filmgeschäft als Stuntfahrer tätig, außerdem trat er gelegentlich als Schauspieler in Erscheinung.

## Karriere
Trotz 178 Top-10-Platzierungen (darunter 51× Top 5) bei 498 Renneinsätzen in der Grand National Series bzw. Winston Cup Series zwischen 1957 und 1976  gelang es Castles nie, ein Rennen zu gewinnen, womit er der Fahrer mit den meisten Top 10 ohne Siege oder Pole-Positionen ist, sowie der mit den meisten Top-5-Plätzen ohne Pole-Position. Seine beste Saison hatte Castles 1969, als er den vierten Rang im Endklassement belegte.